# Angels & Vampires - Volume I
『Angels & Vampires - Volume I』（エンジェルズ アンド ヴァンパイアス ヴォリューム ワン）は サナンダ・マイトレイヤの6枚目のアルバムである。2005年に公式サイトで発表された。
サナンダにとっては、新しい方向性を打ち出したアルバムであると言える。まず、このアルバムはインターネットでのダウンロードという形態でリリースされた。その内容はより本質的で、不要なものをそぎ落としたサウンドであり、テレンス・トレント・ダービー時代のアルバムで聞かれたような非常にエレクトリックなサウンドとは趣を異にしている。
このアルバムは2007年に『Volume II』と合わせて限定2枚組CDの形でリリースされており、公式サイトおよびコンサートでのみ入手可能である。

## 収録曲
1. "Four Shadow" - 0:51
2. "Angie" - 2:09
3. "Boolay Boolay" - 2:33
4. "More Than You Do" - 2:19
5. "Reach Out" - 4:03
6. "I'm Your Daddy" - 3:31
7. "Dolphin" - 5:42
8. "Time Takes Time" - 2:23
9. "Share Your Pain" - 3:06
10. "We are the Living" - 5:02
11. "It Ain't Been Easy" - 3:16
12. "Psychotherapy" - 3:56
13. "Bella Faccina" - 3:48
14. "The Kind of Girl" - 4:26
15. "If All I've Got" - 2:09
16. "Losing Becomes Too Easy" - 5:19
17. "Daddy, Can I Have a War?" - 2:57
18. "Gloria (Maitreya's Song)" - 4:54
19. "She Knows I'm Leaving" - 2:53
20. "Right Brain Says" - 3:04